# Houston Open 1977 - Doppio
Il doppio del torneo di tennis Houston Open 1977, facente parte della categoria World Championship Tennis, ha avuto come vincitori Ilie Năstase e Adriano Panatta che hanno battuto in finale John Alexander e Phil Dent con il punteggio di 6–3, 6–4.

## Teste di serie
1. Ilie Năstase /  Adriano Panatta (Campioni)

1. Ross Case /  Tony Roche (semifinali)

## Tabellone

### Legenda
| - Q = Qualificato - WC = Wild card - LL = Lucky loser | - ALT = Alternate - SE = Special Exempt - PR = Protected Ranking | - w/o = Walkover - r = Ritirato - d = Squalificato |

|  | Quarti di finale                | Quarti di finale                | Quarti di finale             | Quarti di finale | Quarti di finale |  |  | Semifinali                   | Semifinali                   | Semifinali                   | Semifinali               | Semifinali               |   |   | Finale                       | Finale                       | Finale                       | Finale | Finale |  |
|  |                                 |                                 |                              |                  |                  |  |  |                              |                              |                              |                          |                          |   |   |                              |                              |                              |        |        |  |
|  | 1                               | Ilie Năstase Adriano Panatta    | 6                            | 6                | 6                |  |  |                              |                              |                              |                          |                          |   |   |                              |                              |                              |        |        |  |
|  |                                 | Harold Solomon Sherwood Stewart | 3                            | 7                | 2                |  |  | Ilie Năstase Adriano Panatta | Ilie Năstase Adriano Panatta | Ilie Năstase Adriano Panatta | 7                        | 6                        |   |   |                              |                              |                              |        |        |  |
|  | Vijay Amritraj Ken Rosewall     | Vijay Amritraj Ken Rosewall     | 3                            | 6                | 6                |  |  | Vijay Amritraj Ken Rosewall  | Vijay Amritraj Ken Rosewall  | Vijay Amritraj Ken Rosewall  | 6                        | 3                        |   |   |                              |                              |                              |        |        |  |
|  | Corrado Barazzutti James Parker | Corrado Barazzutti James Parker | 6                            | 2                | 3                |  |  |                              |                              |                              |                          |                          |   |   | Ilie Năstase Adriano Panatta | Ilie Năstase Adriano Panatta | Ilie Năstase Adriano Panatta | 6      | 6      |  |
|  | John Alexander Phil Dent        | John Alexander Phil Dent        | John Alexander Phil Dent     | 7                | 6                |  |  |                              |                              | John Alexander Phil Dent     | John Alexander Phil Dent | John Alexander Phil Dent | 3 | 4 |                              |                              |                              |        |        |  |
|  | Billy Martin Bill Scanlon       | Billy Martin Bill Scanlon       | Billy Martin Bill Scanlon    | 5                | 0                |  |  | John Alexander Phil Dent     | John Alexander Phil Dent     | John Alexander Phil Dent     | 6                        | 7                        |   |   |                              |                              |                              |        |        |  |
|  | 2                               | Ross Case Tony Roche            | Ross Case Tony Roche         | 7                | 6                |  |  | Ross Case Tony Roche         | Ross Case Tony Roche         | Ross Case Tony Roche         | 3                        | 5                        |   |   |                              |                              |                              |        |        |  |
|  |                                 | Eddie Dibbs Vitas Gerulaitis    | Eddie Dibbs Vitas Gerulaitis | 6                | 4                |  |  |                              |                              |                              |                          |                          |   |   |                              |                              |                              |        |        |  |